# Fritziella plaumanni
Fritziella plaumanni är en stekelart som beskrevs av Marsh 1993. Fritziella plaumanni ingår i släktet Fritziella och familjen bracksteklar. Inga underarter finns listade i Catalogue of Life.